# 第35回日本レコード大賞
第35回日本レコード大賞（だい35かいにほんレコードたいしょう）は、1993年（平成5年）12月31日に日本武道館で行われた、35回目の『日本レコード大賞』である。武道館開催の最後のレコード大賞でもあった。

## 概要
1990年（第32回）から続いたポップス・ロック部門と歌謡曲・演歌部門の2部門制だが、ジャンル分けが難しい、レコード会社の認識との食い違いが起きるなどの理由により廃止され、4年ぶりに1部門に戻された。また、同じく第32回から続いた視聴者による電話投票も組織票の動員などの弊害があるとして廃止された。さらに審査委員を60人から在京の音楽担当の新聞記者のみ、13人にまで減らすなど、シンプル化が図られた。
この回のレコード大賞対象枠は作詩賞・編曲賞・作曲賞・ベストソング賞・ヒットシングル賞の5つの賞を受賞した曲が対象となった。
最優秀新人賞・アルバム大賞の発表は司会の牧瀬里穂が、最優秀歌唱賞の発表は松田聖子、大賞の発表は司会の宮本亜門がそれぞれ発表した。
第35回の大賞は、香西かおりの「無言坂」に決定した。香西は初の大賞。1部門制での演歌歌手の大賞受賞は1984年（第26回）の五木ひろし以来9年ぶり。
翌年10月に、TBSの新社屋（通称：ビッグハット）が完成しAスタジオでの開催に移行するため、1985年から日本武道館を使用した会場はこれが最後となった。
TV放送はこの回から1995年の3年間「関口宏の報道30時間テレビ」に内包。
視聴率は1.8ポイント下落の13.3%。

## 司会
- 宮本亜門
- 牧瀬里穂

進行
- 山本文郎（当時TBSアナウンサー）

審査会場リポーター
- 鈴木順（TBSアナウンサー）

## 受賞作品・受賞者一覧

### 日本レコード大賞
- 香西かおり「無言坂」

### 最優秀歌唱賞
- 前川清「別れ曲でも唄って」

### 最優秀新人賞
- 山根康広「Get Along Together」

### アルバム大賞
- 竹内まりや「Quiet Life」
  - 竹内が電話で生出演し、受賞の喜びをコメントした。また収録曲「家に帰ろう (マイ・スイート・ホーム) 」のビデオクリップがこの日のために制作され、公開。このビデオクリップには当時のバンドのメンバー（青山純・伊藤広規・難波弘之・山下達郎[注釈 1]）も出演し、スタジオで歌う様子が撮影されている。

### ヒットシングル賞　(大賞候補曲)
- THE 虎舞竜「ロード」

### ベストソング賞 　(大賞候補曲)
- THE BOOM「島唄」

### 新人賞（最優秀新人賞ノミネート）
- 国武万里「ポケベルが鳴らなくて」
- シュー・ピンセイ（中国語版）「Passing Love」
- 山根康広「Get Along Together」

### ベストアルバム賞
- access「ACCESS II」
- 竹内まりや「Quiet Life」
- DREAMS COME TRUE「The Swinging Star」

### 特別賞
- オルケスタ・デ・ラ・ルス
- りんけんバンド

### 作曲賞 　(大賞候補曲)
- 玉置浩二「無言坂」（歌・香西かおり）

### 編曲賞 　(大賞候補曲)
- 佐藤準「Make-up Shadow」（歌・井上陽水）

### 作詩賞 　(大賞候補曲)
- 荒木とよひさ「心凍らせて」（歌・高山厳）

### 企画賞
- 「愛の歌をあなたに」 35周年記念アルバム／菅原洋一
- 「あの時、この歌、第一集〜十集」／由紀さおり・安田祥子
- 「Arrangement」／辛島美登里
- 「WE ARE THE CHAMP〜THE NAME OF THE GAME」／THE WAVES
- 「木道」「風人」「水心」三部作／宗次郎

### 功労賞
- 星野哲郎
- 三橋美智也

### 特別功労賞
- 服部良一
- ダニー・チャン

### 美空ひばりメモリアル選奨
- 谷村新司

### 日本作曲家協会特別功労賞
- 猪俣公章

### ミュージックビデオ賞
- 「EZ DO DANCE」〈avex trax〉歌手：trf
- 「THE 8TH OF ACE」〈Sony Records〉歌手：米米クラブ

## TV中継スタッフ
- 構成：長束利博、下尾雅美、森脇直樹、野村正浩
- 音楽・指揮：服部克久・鷺巣詩郎
- 演奏：クリエイトサウンド
- コーラス：Mickey
- 振付：前田清実、三浦亨
- 踊り：前田清実ダンサーズ、BMCダンサーズ
- スタッフ
  - 技術：椎木洋次
  - TD：佐藤秀樹・佐野武
  - 映像：和気文雄
  - カラー調整：浦谷英明・中村孝雄
  - 音声：阿蘇谷靖・八木沢正
  - 照明：吉田武志
  - 音響効果：三澤恵美子
  - PA：岡田辰夫
  - 美術プロデューサー：和田一郎、飯田稔
  - 美術デザイナー：橘野永
  - 美術制作：鈴木浩二
  - 装置：石原隆
  - 電飾：出川敏顕
- 大阪中継
  - プロデューサー：佐川昌裕
  - 技術：川内康広
  - 制作協力：MBS・PEC
- 公開：平澤真
- 演出スタッフ：利根川展、森谷博、片山剛・村木益雄、小野寺真
- 舞台監督：矢島公紀
- 中継ディレクター：大崎幹
- プロデューサー：齋藤薫
- プロデューサー・演出：山田修爾
- 製作著作：TBS
- 主催：社団法人 日本作曲家協会、日本レコード大賞制定委員会、日本レコード大賞実行委員会